# Dopo la prova
Dopo la prova (Efter repetitionen) è un film TV del 1984 scritto e diretto dal regista svedese Ingmar Bergman, realizzato per la televisione ma distribuito anche nelle sale cinematografiche.
È stato presentato fuori concorso al 37º Festival di Cannes.

## Trama
Sul palcoscenico di un teatro "dopo la prova" il vecchio regista Henrik Vogler, che è alle prese con la messa in scena dell'opera Il sogno di Strindberg, dorme con la testa appoggiata su un copione mentre si sente la sua voce fuori campo che dice: "Dopo le prove mi trattengo volentieri sul palcoscenico. Mi serve per riflettere in pace e con calma sul lavoro della giornata. È nell'ora del crepuscolo che piomba il silenzio sul grande teatro" .
Entra intanto una giovane attrice, Anna, che ha perso un braccialetto e tra i due si intreccia un dialogo e la colonna sonora viene sovrastata dalla voce che, fuori campo, espone i pensieri dell'uomo. Anna parla del padre e della madre, anch'ella attrice e morta alcolizzata e dice di averla odiata. Il regista ricorda che era una bellissima donna. Poi Henrik parla dei problemi dello spettacolo e fa alcune considerazioni sul teatro. Segue un breve flashback in cui si vede il regista bambino nascosto tra due riflettori. I due continuano ancora a parlare. Lui le parla della morte, dell'infanzia del suo rapporto con gli attori e con il pubblico e lei parla ancora dei genitori e ne ricorda i litigi.
Intanto Henrik rivede come in sogno Rakel, la madre di Anna che anni addietro aveva amato e che era morta in una clinica per alcolisti da ormai cinque anni.

Il secondo dialogo avviene tra Henrick e Rakel che dopo averlo invitato a fare l'amore gli rimprovera la piccola parte che le ha assegnato e piange lamentandosi e gli riferisce di aver litigato con il marito. A questo punto, in un secondo e breve flashback, si vede in un angolo del palcoscenico Anna bambina. I due continuano a dialogare e Rakel chiede a Henrick di avere ancora fiducia in lei, ma egli la respinge per poi seguirla per alcuni passi chiamandola per nome. Attraverso la voce fuori campo si ascoltano i suoi pensieri: "Le cose di sempre che si ripetono. Andarle dietro e chiamarla per nome. E poi di nuovo menzogne e inutili riconciliazioni, coscienza in subbuglio, paura, maledizioni represse e infine pietà: sempre lo stesso meccanismo" .
Il terzo dialogo avviene ancora tra Henrick e Anna e il regista le confessa di provare per lei un sentimento d'amore. Anna gli confida di essere rimasta incinta di un certo Johan e di avere abortito, poi lo bacia. Lui le confida la sua solitudine e ricorda la loro vita insieme, ma è solo fantasia. Anna deve lasciarlo perché ha una prova alla radio e gli dice di non essere triste. Henrick rimane solo a fantasticare e a riflettere e si sente la sua voce che dice: "La cosa che più mi preoccupa in questo momento è che non ho potuto sentire le campane della chiesa" .

## Titoli con cui è stato distribuito
- After the Rehearsal, USA
- Après la répétition, Francia
- Depois do Ensaio, Portogallo
- Después del ensayo, Argentina
- Efter prøven, Danimarca
- Harjoitusten jälkeen, Finlandia
- Meta tin prova, Grecia
- Nach der Probe, Germania Ovest
- Po próbie, Polonia